# Friedrich von Heyden
Johann Friedrich baron von Heyden (1633 - † 15 octobre 1715) est un général d'infanterie de l'électorat de Brandebourg et de Prusse.

## Biographie
Johann Friedrich est le fils de Friedrich von Heyden (de), conseiller d'État de la marche de Clèves, et de son épouse Katharina, née von Wylich und Lottum (de). Le General der Kavallerie Johann Siegmund von Heyden (de) est son frère.
Heyden s'engage dans l'armée de l'électorat de Brandebourg et est promu colonel du régiment « van Spaen » le 15 avril 1679. À partir du 30 décembre 1685, il est commandant de Wesel. Sous le nouveau prince-électeur Frédéric III, il devient le 1er mars 1689 major général ainsi que conseiller privé de guerre et le 28 juin inhaber (de) d'un régiment. Nommé gouverneur de Minden le 6 novembre 1690, il participe à la campagne contre la France aux Pays-Bas en 1690 et 1691. Le 12 janvier, il devient lieutenant général et le 11 septembre 1692, gouverneur de Lippstadt. En tant que général d'infanterie (depuis le 1er août 1694), il dirige les troupes auxiliaires brandebourgeoises aux Pays-Bas de 1694 à 1697. Après l'occupation de Maastricht et de Liège, il réussit à s'emparer de Huy. Plus tard, ses troupes assiègent la ville et la forteresse de Namur, qui se rendent le 4 août et le 3 septembre. En 1701, il devient le chef d'un corps auxiliaire prussien de 8 000 hommes qui occupe Cologne et assiège Kaiserswerth et Venlo. Comme Hans Albrecht von Barfus (de), il fait partie des opposants au comte Johann Kasimir Kolbe von Wartenberg et doit prendre sa retraite du service de l'électorat brandebourgeois le 20 septembre 1702. Le 24 septembre 1704, il est nommé Generalfeldmarschall. Le 12 octobre 1705, il reçoit la commanderie de Wietersheim (de), qu'il conserve jusqu'à sa mort le 15 octobre 1715.

## Famille
Heyden épouse la comtesse Christine von Bylandt (de) (1640 - 10 janvier 1719). Ils n'ont pas d'enfants.